# Langella
Langella es un género de foraminífero bentónico de la Subfamilia Ichthyolariinae, de la familia Ichthyolariidae, de la superfamilia Robuloidoidea, del suborden Lagenina y del orden Lagenida. Su especie tipo es Padangia perforata. Su rango cronoestratigráfico abarca desde el Artinskiense hasta el Kunguriense (Pérmico superior).

## Discusión
Clasificaciones más recientes incluyen Langella en la Subfamilia Langellinae y en la Familia Protonodosariidae. Langella ha sido considerado un sinónimo posterior de Cryptoseptida.

## Clasificación
Langella incluye a las siguientes especies:
- Langella delicata †
- Langella elliptica †
- Langella elongata †
- Langella kongshanensis †
- Langella lepida †
- Langella malalabensis †
- Langella massei †
- Langella minima †
- Langella obdita †
- Langella ovalis †
- Langella paraperforata †
- Langella perforata †
  - Langella perforata langei †
- Langella planocamerata †